# Tecoma
Tecoma es un género de 14 especies de arbustos o pequeños árboles en la familia Bignoniaceae. Doce especies son neotropicales, mientras otras dos especies son africanas. Las spp. neotropicales tienen un rango desde el extremo sur de EE. UU. a Centroamérica, Antillas y en Sudamérica los Andes al norte de Argentina.

## Descripción
Son arbustos a árboles pequeños. Hojas imparipinnadas, 3–9-folioladas; folíolos serrados, lanceolados, ápice agudo a acuminado, puberulentos al menos a lo largo del nervio principal de la haz y del envés, a veces sobre toda la superficie del envés. Inflorescencia en forma de un racimo terminal de hasta 20 flores amarillas; cáliz cupular, regularmente 5-dentado, dientes apiculados, 3–7 mm de largo; corola tubular-campanulada sobre un tubo basal angosto, 3.5–6 cm de largo, glabra por fuera. Cápsula linear, subterete cuando fresca, 7–21 cm de largo y 5–7 mm de ancho, lenticelada, más o menos glabra, a veces ligeramente lepidota; semillas 2-aladas con alas hialino-membranáceas.

## Taxonomía
El género fue descrito por Antoine-Laurent de Jussieu  y publicado en Genera Plantarum 139. 1789. La especie tipo es: Nyctocalos brunfelsiiflorum Teijsm. & Binn.
Etimología
Tecoma nombre genérico que se deriva del náhuatl de la palabra tecomaxochitl, que se aplicó por los pueblos indígenas de México a las plantas con flores tubulares.

## Especies
- Tecoma arequipensis (Sprague) Sandwith
- Tecoma capensis (Thunberg) Lindley
- Tecoma castanifolia (D.Don) Melchior
- Tecoma cochabambensis (Herzog) Sandwith
- Tecoma fulva (Cavanilles) D.Don
- Tecoma garrocha Hieronymus
- Tecoma guarume DC.
- Tecoma nyassae Oliver in Hooker
- Tecoma rosifolia Humboldt, Bonpland & Kunth - fresno del Perú[4]
- Tecoma sambucifolia Humboldt, Bonpland & Kunth
- Tecoma stans (Linnaeus) Jussieu ex Humboldt, Bonpland & Kunth
- Tecoma tanaeciiflora (Kränzlin) Sandwith
- Tecoma tenuiflora (DC.) Fabris
- Tecoma weberbaueriana (Kränzlin) Melchior